# 내재 가치 (윤리학)
내재 가치는 윤리적이자 철학적 속성이다. 그것은 내재적 속성으로, "자신을 위해" "그 자체로" 대상이 가지고 있는 윤리적 또는 철학적 가치이다. 내재 가치와 객체는 끝 또는 (칸트주의 용어에서) 그 자체의 끝으로 간주 될 수 있다.

## 같이 보기
- 동물 윤리학
- 자기목적
- 수단 가치 (윤리학)
- 오페리미티
- 가치 체계
- 가치론